# Lobsang Jinpa
Pour les articles homonymes, voir Lobsang Jinpa (homonymie).
Lobsang Jinpa Nampeltsang tibétain : བློ་བཟང་སྦྱིན་པ་རྣམ་འཕེལ་གཙང, Wylie : blo bzang sbyin pa rnam 'phel gtsang aussi appelé Lobsang Jinpa (tibétain : བློ་བཟང་སྦྱིན་པ, Wylie : blo bzang sbyin pa), né en 1950  dans le Kham à Tsawa Rong (tibétain : ཚ་བ་རོང་, Wylie : tsha ba rong) au Tibet est un homme politique et un diplomate tibétain.

## Biographie
Il a obtenu un B.A. à l'université du Panjab à Chandigarh, après avoir terminé l'école de la communauté tibétaine à Mussoorie en 1973.
Il travaillé au gouvernement tibétain en exil pendant 34 ans et a une connaissance approfondie de l'approche du 14e dalaï-lama.
Il a été président du Congrès de la jeunesse tibétaine (TYC) de 1977 à 1982 et a participé activement à des branches régionales du TYC à Mussoorie, Chandigarh et Dharamsala.
Il a été en poste au ministère de l'éducation et des affaires culturelles et au cabinet. Il est membre du Charitable Trust (Calcutta), et de la Bibliothèque des archives et des œuvres tibétaines.
En 1980, il a été secrétaire du ministère de la sécurité.
Il a été représentant du dalaï-lama au Népal.
En 1980, il fut membre de la délégation de la deuxième mission d'enquête au Tibet.
De 1993 à 2005, il a été secrétaire du bureau privé du dalaï-lama.
Il a fait partie de la liste des candidats pour l'Élection du Premier ministre tibétain de 2011 avant de retirer sa candidature fin 2010

### Relations avec Dordjé Dragden
Lors d'une réunion avant le départ de la mission au Tibet de 1980, Dordjé Dragden s'adressa à lui, lui demandant de garder à l'esprit les conseils du dalaï-lama, il affirma qu'il l'aiderait. Lobsang Jinpa ressenti plusieurs fois sa protection, notamment lors de sa visite à Gyalthang dans le sud du Kham, où sa voiture et ses occupants échappèrent à la destruction occasionné par le dynamitage d'une montagne.